# Öbotjärnen (Nordmarks socken, Värmland)
Öbotjärnen är en sjö i Filipstads kommun i Värmland och ingår i Göta älvs huvudavrinningsområde.